# Pebre
El pebre es una salsa típica de Chile, parecida al chancho en piedra, se usa para aderezar caldos, porotos granados, carnes o choripanes en un asado. También se sirve con tortilla de rescoldo, sopaipillas o simplemente con pan (churrascas, hallulla o marraqueta).

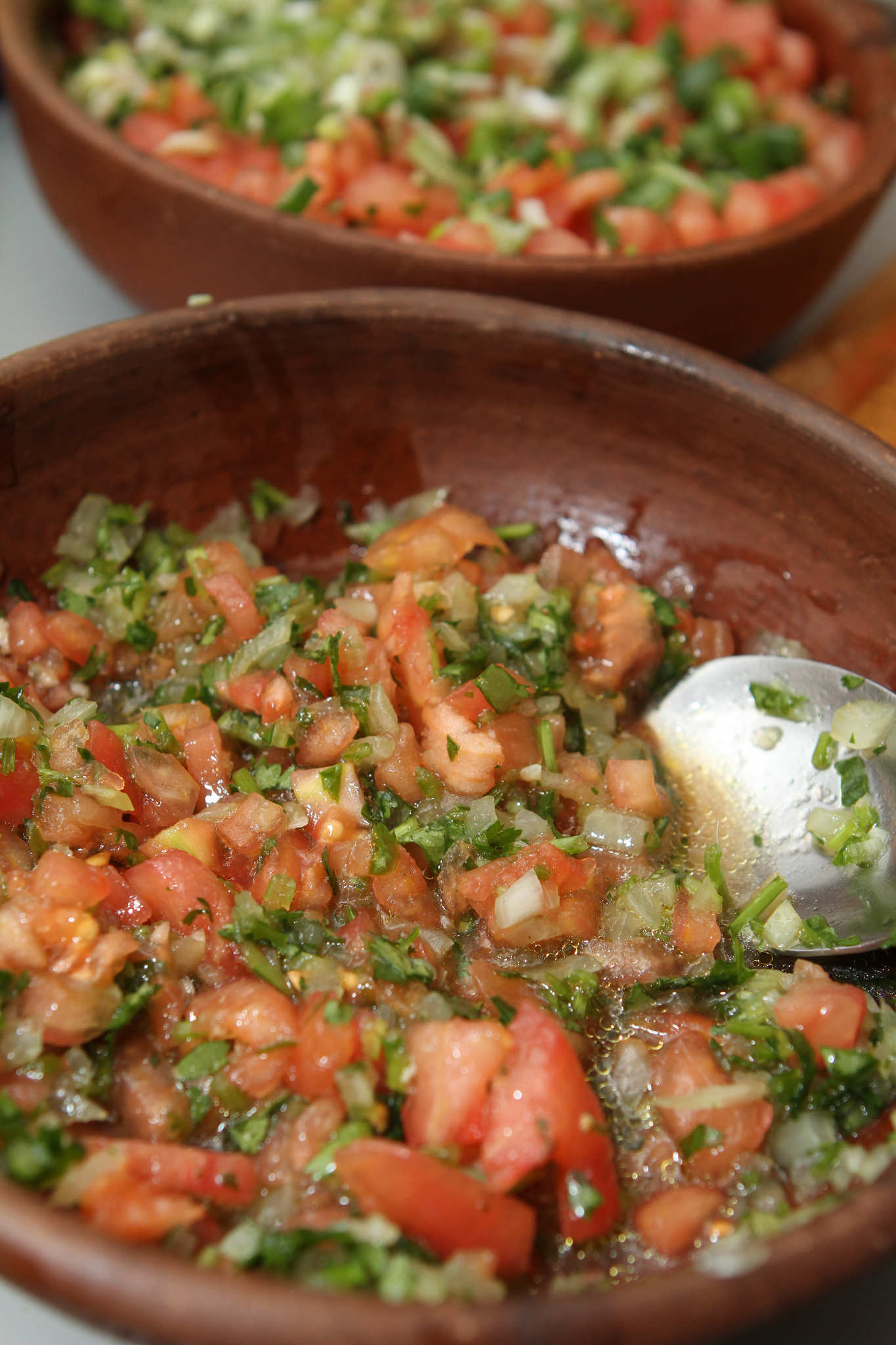
Pebre con tomate.

## Etimología
La palabra «pebre» deriva directamente del término catalán pebre que significa 'pimienta'.

## Tipos
Existen varios tipos de pebre:

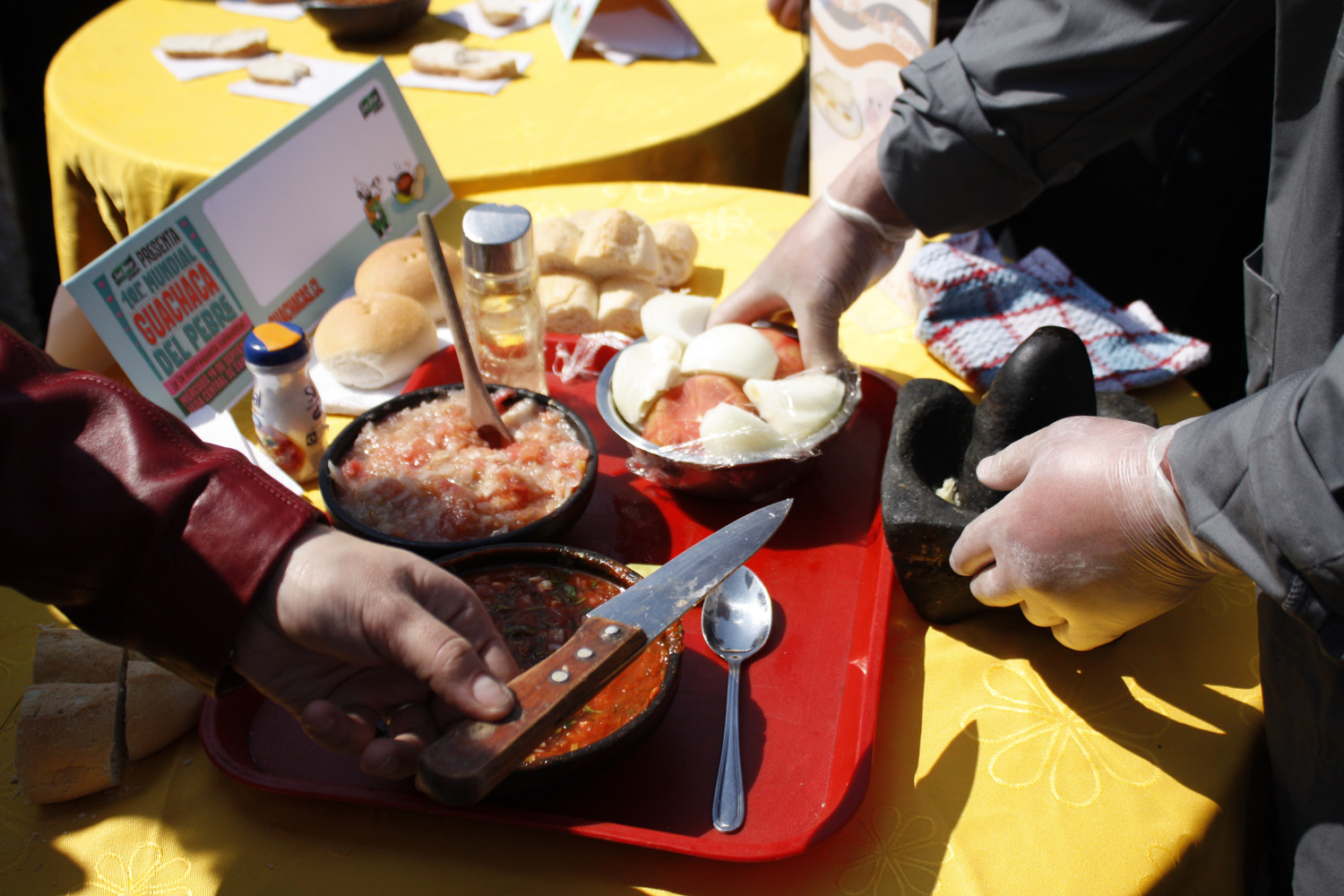
Preparación del pebre.

- Pebre cuchareado, que es la base; contiene cilantro, cebolla, ajo y ají cristal (ají verde), picado todo muy fino (aunque a veces el ajo está molido), además de aceite, vinagre, sal y agua fría a gusto.
- Pebre con tomate, que contiene tomate en cuadritos.
- Pebre de ají cacho de cabra que, como su nombre lo indica, contiene el tipo de ají llamado  «cacho de cabra» (Capsicum annuum var. Lungum), lo que le da un sabor muy picante.
- Pebre del sur, que tiene merquén.
- Pebre verde, que contiene además perejil (sin tallo).
- Chancho en piedra, una variante donde el pebre es triturado utilizando un mortero.

Cuando se le añade palta emularía visualmente al guacamole mexicano.
Se recomienda dentro de las recetas y el conocimiento popular, que el pebre posterior a su elaboración se deje reposar en refrigeración durante al menos una hora para concentrar sus sabores. 

## Historia

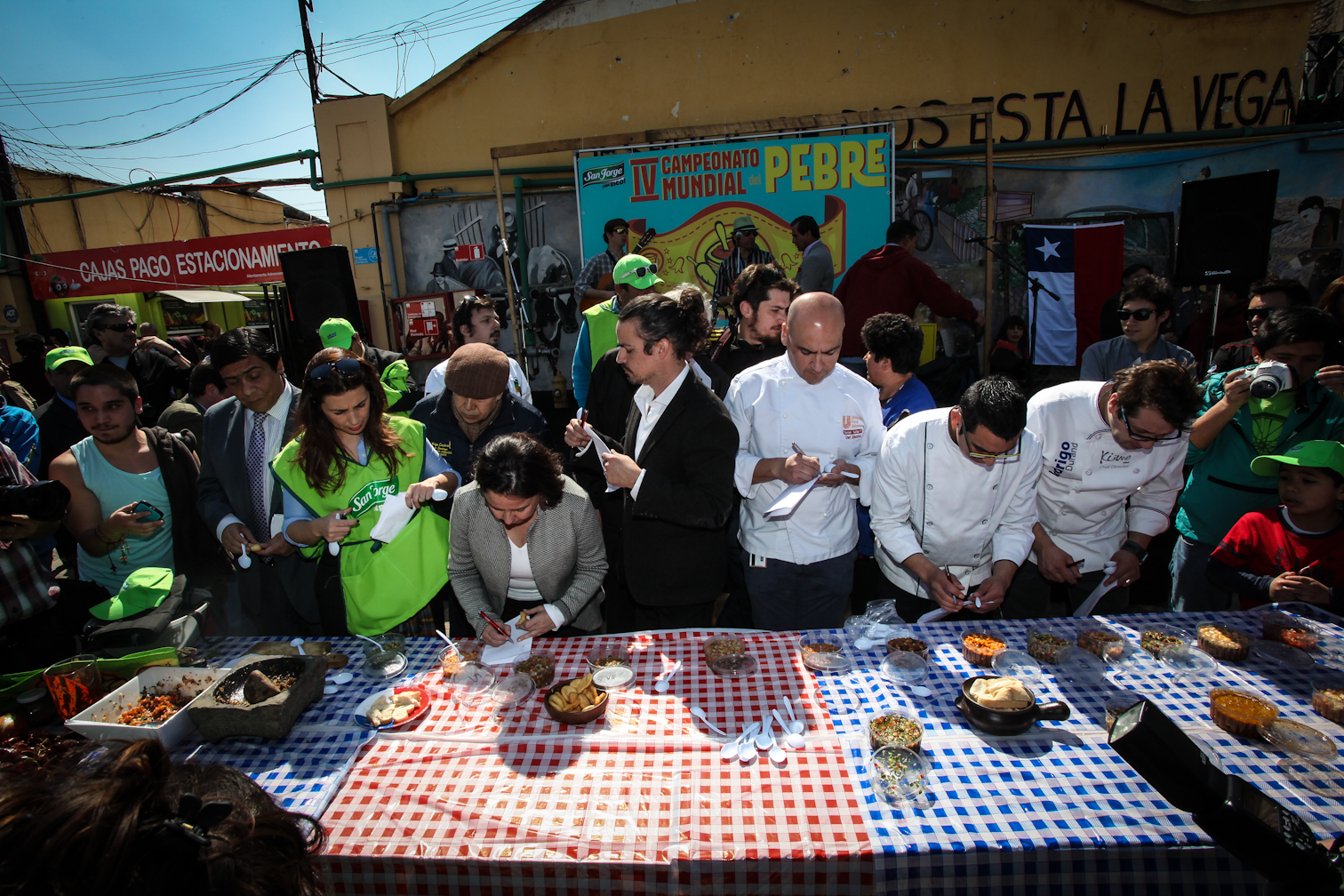
Evaluación de pebres en el "IV Campeonato Mundial del Pebre", realizado en 2014.

Aparece mencionado como acompañamiento «para la salsa del cabrito» en la novela El doctor Centeno (1883) de Benito Pérez Galdós.
El cantautor y folclorista Tito Fernández nombra el «pebre cucharea'o» en su canción «Me gusta el vino». Lo de cuchareado remite a que esta salsa la ponen en el centro de la mesa para que todos metan la cuchara.[cita requerida]
Desde 2011 se realiza anualmente en Chile el "Campeonato Mundial del Pebre", organizado por el Movimiento Guachaca.

## Reconocimientos
En junio de 2023, la revista gastronómica TasteAtlas destacó al pebre como la "sexta salsa mejor valorada del mundo".